# Tetrastichus philippinensis
Tetrastichus philippinensis är en stekelart som beskrevs av William Harris Ashmead 1904. Tetrastichus philippinensis ingår i släktet Tetrastichus och familjen finglanssteklar.
Artens utbredningsområde är Filippinerna. Inga underarter finns listade i Catalogue of Life.